# Odontosoria chinensis
Odontosoria chinensis är en ormbunkeart som först beskrevs av Carl von Linné och som fick sitt nu gällande namn av John Smith.
Odontosoria chinensis ingår i släktet Odontosoria och familjen Lindsaeaceae. Inga underarter finns listade.